# Mihailovca, Cimișlia
Mihailovca este un sat în Raionul Cimișlia, Republica Moldova.
Satul s-a numit Bahmutea între anii 1776-1812 și 1918-1940, iar dupa 1940 numele s-a schimbat în Mihailovca. Mai poate fi găsit și sub numele Bahmutea, Bahmutka și Mihailovka.
Vatra are o suprafață de aproximativ 4,88 kilometri pătrați, cu un perimetru de 16,07 km. Întregul sat are o suprafață totală de 41,59 kilometri pătrați, fiind cuprins într-un perimetru de 34,45 km.

## Date demografice
În anul 1997, populația satului Mihailovca a fost estimată la 990 de cetățeni.
Conform datelor recensământului din anul 2004, populația satului constituie 3371 de oameni, 47.20% fiind bărbați iar 52.80% femei. Structura etnică a populației în cadrul satului arată astfel: 73.92% - moldoveni/români, 4.06% - ucraineni, 16.14% - ruși, 0.47% - găgăuzi, 3.14% - bulgari, 0.06% - polonezi, 1.75% - țigani, 0.44% - alte etnii.
În satul Mihailovca au fost înregistrate 1147 de gospodării casnice la recensământul din anul 2004. Membrii acestor gospodării alcătuiau 3371 de persoane, iar mărimea medie a unei gospodării era de 2.9 persoane. Gospodăriile casnice erau distribuite, în dependență de numărul de persoane ce le alcătuiesc, în felul următor: 20.58% - 1 persoană, 23.54% - 2 persoane, 20.23% - 3 persoane, 21.01% - 4 persoane, 9.59% - 5 persoane, 5.06% - 6 și mai multe persoane.

## Administrație și politică
Componența Consiliului local Mihailovca (13 consilieri), ales la 5 noiembrie 2023, este următoarea:
|  | Partid                                        | Consilieri | Componență | Componență | Componență | Componență | Componență | Componență | Componență | Componență | Componență | Componență |
|  | --------------------------------------------- | ---------- | ---------- | ---------- | ---------- | ---------- | ---------- | ---------- | ---------- | ---------- | ---------- | ---------- |
|  | Partidul Dezvoltării și Consolidării Moldovei | 10         |            |            |            |            |            |            |            |            |            |            |
|  | Platforma Demnitate și Adevăr                 | 1          |            |            |            |            |            |            |            |            |            |            |
|  | Partidul Acțiune și Solidaritate              | 1          |            |            |            |            |            |            |            |            |            |            |
|  | Partidul Socialiștilor din Republica Moldova  | 1          |            |            |            |            |            |            |            |            |            |            |

## Personalități
- Emil Brumaru (n. 1939), poet român
- Constantin Antoci (n. 1949), ofițer de poliție, fost ministru de interne în Republica Moldova